# NGC 3375
NGC 3375 (również PGC 32205) – galaktyka soczewkowata (S0), znajdująca się w gwiazdozbiorze Sekstantu. Odkrył ją Ernst Wilhelm Leberecht Tempel 21 lutego 1878 roku.